# William Rankine
William John Macquorn Rankine (Edimburgo, 5 luglio 1820 – Glasgow, 24 dicembre 1872) è stato un ingegnere e fisico scozzese.

## Biografia
Contribuì a dare orientamento moderno alla Scienza delle costruzioni e all'ingegneria meccanica, sistemando su basi razionali le molte nozioni e norme di progetto evolutesi con la pratica. Notevoli sono i suoi studi sulla resistenza dei materiali specialmente per quel che concerne le sollecitazioni a fatica nel campo ferroviario, ma la sua fama è principalmente legata agli studi sulla termodinamica. Particolare importanza riveste la sua teoria del "masso illimitato", fondamentale per la costruzione di muri di sostegno, e così pure le sue indagini sulle cause di rottura dei materiali da costruzione dove il suo nome è legato al criterio di Rankine. In tal campo è anche ricordato per il metodo o formula di Rankine, per la determinazione del carico di sicurezza di un solido snello sollecitato a pressoflessione.
Dopo il 1840 si dedicò allo studio delle leggi della termodinamica compiendo importanti studi sui motori a vapore. Nel Manual of the Steam Engine (1859; Manuale della macchina a vapore) sviluppò analiticamente il complesso di trasformazioni del vapore nelle macchine termiche, stabilendone il ciclo termodinamico caratteristico detto, appunto ciclo di Rankine. A suo nome è dedicato anche il grado Rankine, unità di misura della temperatura.
In ambito fluidodinamico, studiò la modellizzazione dei vortici. In tale campo è anche ricordato con l'equazione di Rankine-Hugoniot, relativa al modello di un'onda d'urto ortogonale a un flusso in entrata. Convinto sostenitore dell'energetica, svolse un ruolo assai importante nei dibattiti teorici della fisica della seconda metà dell'Ottocento, dove propose di assumere i principi della termodinamica come schema teorico generale per comprendere i fenomeni fisici.
A lui è dedicato anche un cratere lunare.

## Teorie
Teoria del masso illimitato: essa riguarda i materiali omogenei e privi di coesione, quali la ghiaia finissima o meglio ancora la sabbia asciutta. La spinta esercitata su di una parete verticale (immaginaria) di un prisma elementare viene a essere compresa (pena lo scorrimento del prisma e quindi la frana del terreno) entro due valori (uno minimo l'altro massimo) corrispondenti alle possibilità di scorrimento verso il basso e verso l'alto (terreno inclinato rispetto all'orizzontale).
Formula di Rankine per il carico di punta: è valida per aste sottili caricate di punta, ad esempio pilastri molto snelli e sopportanti un notevole carico. Il carico critico, compatibile con l'equilibrio della struttura è P = KA/(1 + cJ2), in cui K è il carico di sicurezza, A l'area della sezione, J il coefficiente di snellezza, c un coefficiente sperimentale.
Il ciclo di Rankine è uno dei migliori cicli realizzati per macchine a vapore, costituito da una compressione adiabatica ottenuta mediante una pompa per portare il liquido alla stessa pressione della caldaia, da un riscaldamento sino al punto d'ebollizione (in caldaia), da un'evaporazione (isobara e isotermica) da un'espansione adiabatica (in cui viene compiuto il lavoro utile) e infine da una condensazione.
Per migliorarne il rendimento il ciclo di Rankine è stato modificato da Hirn come ciclo di Rankine a vapore surriscaldato.